# Karenna Gore
Karenna Aitcheson Gore (6 de agosto de 1973), anteriormente conhecida como Karenna Schiff, é uma autora e jornalista americana. Ela é a filha mais velha do ex- vice-presidente dos Estados Unidos Al Gore e Tipper Gore e irmã de Kristin Gore, Sarah Gore Maiani e Albert Gore. Gore é o diretor do Centro de Ética da Terra no Union Theological Seminary.

## História
Gore nasceu em Nashville, Tennessee, e cresceu em Washington DC. Ela obteve seu bacharelado em história e literatura em 1995 pela Harvard University, e pela Columbia Law School em 2000, e um mestrado em artes pelo Union Theological Seminary em 2013. Durante a faculdade, trabalhou como jornalista na WREG-TV e no Times-Picayune. Mais tarde, ela escreveu para El Pais na Espanha e Slate em Seattle. Depois da faculdade de direito, ela foi brevemente associada ao escritório de advocacia Simpson Thacher &amp; Bartlett, em Nova York. Ela deixou esse emprego para trabalhar no setor sem fins lucrativos como Diretora de Assuntos Comunitários da Associação para Beneficiar Crianças (ABC) e como voluntária no centro jurídico do Sanctuary for Families. Em 2017, Gore foi eleito para o Conselho de Administração da Riverkeeper.

## Vida pessoal
Em 12 de julho de 1997, casou-se com Andrew Newman Schiff, médico veterinário em Washington, DC, na Catedral Nacional de Washington. Andrew Schiff agora trabalha como gerente de fundos de biotecnologia. Eles têm três filhos juntos: Wyatt Gore Schiff (nascido em 4 de julho de 1999, em Nova York), Anna Hunger Schiff, (nascido em 23 de agosto de 2001, em Nova York), e Oscar Aitcheson Schiff (nascido em 2006). Ela e o marido Andrew se separaram em 2010 e depois se divorciaram.